# 10785 Dejaiffe
10785 Dejaiffe este un asteroid din centura principală de asteroizi.

## Descriere
10785 Dejaiffe este un asteroid din centura principală de asteroizi. A fost descoperit pe 4 septembrie 1991 la Observatorul La Silla de Eric Walter Elst. Asteroidul prezintă o orbită caracterizată de o semiaxă mare de 2,83 ua, o excentricitate de 0,12 și o înclinație de 3,3° în raport cu ecliptica.